# 迈松罗朗
迈松罗朗（法語：Maison-Roland，法語發音：[mɛzɔ̃ ʁɔlɑ̃]）是法国上法蘭西大區索姆省的一个市镇，属于阿布维尔区。

## 地理
迈松罗朗（50°7'42"N, 2°1'18"E）面积4.91 平方千米，位于法国上法蘭西大區索姆省，该省份为法国北部沿海省份，北起加来海峡省和北部省，西接滨海塞纳省和大西洋英吉利海峡，南至瓦兹省，东临埃纳省。
与迈松罗朗接壤的市镇（或旧市镇、城区）包括：库隆维莱尔、克拉蒙、栋克尔、梅尼勒栋克尔、奥讷。

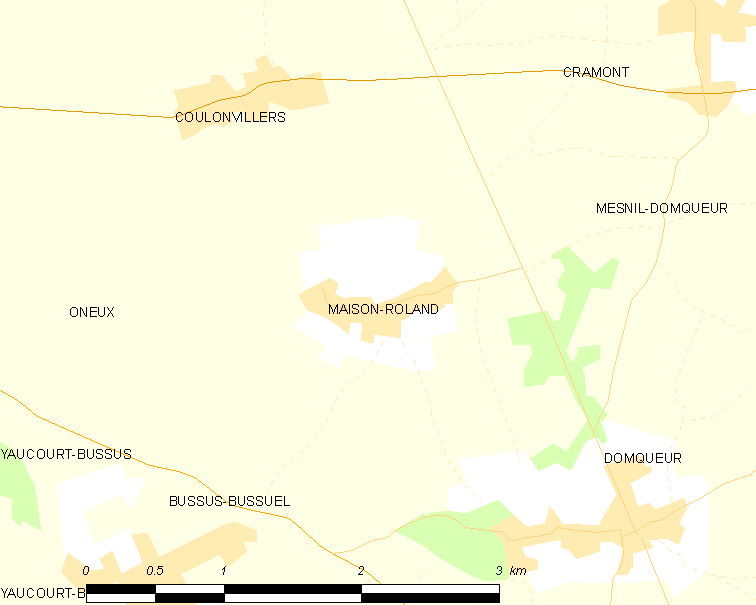
迈松罗朗的OSM定位图

迈松罗朗的时区为UTC+01:00、UTC+02:00（夏令时）。

## 行政
迈松罗朗的邮政编码为80135，INSEE市镇编码为80502。

## 政治
迈松罗朗所属的省级选区为吕镇县。

## 人口

1962-2008年间迈松罗朗人口变化图示

迈松罗朗于2022年1月1日时的人口数量为98人。